# Thaiföld a 2008. évi nyári olimpiai játékokon
Thaiföld a kínai Pekingben megrendezett 2008. évi nyári olimpiai játékok egyik részt vevő nemzete volt. Az országot az olimpián 12 sportágban 47 sportoló képviselte, akik összesen 4 érmet szereztek.

## Érmesek
| Érem  | Versenyző                      | Sportág    | Versenyszám  |
| ----- | ------------------------------ | ---------- | ------------ |
| Arany | Szomcsit Csongcsoho            | Ökölvívás  | Légsúly      |
| Arany | Prapavadi Csarönrattanatarakun | Súlyemelés | Női 53 kg    |
| Ezüst | Manat Buncsamnong              | Ökölvívás  | Kisváltósúly |
| Ezüst | Buttree Puedpong               | Taekwondo  | Női légsúly  |

## Asztalitenisz
Női
| Versenyző         | Versenyszám | Selejtező         | 64-es főtábla                                      | 48-as főtábla                                 | 32-es főtábla     | Nyolcaddöntő      | Negyeddöntő       | Elődöntő          | Döntő             | Helyezés |
| Versenyző         | Versenyszám | Ellenfél Eredmény | Ellenfél Eredmény                                  | Ellenfél Eredmény                             | Ellenfél Eredmény | Ellenfél Eredmény | Ellenfél Eredmény | Ellenfél Eredmény | Ellenfél Eredmény | Helyezés |
| ----------------- | ----------- | ----------------- | -------------------------------------------------- | --------------------------------------------- | ----------------- | ----------------- | ----------------- | ----------------- | ----------------- | -------- |
| Nanthana Khamvong | Egyes       |                   | Jenifer Qian (DOM) · 7-11, 11-5, 11-6, 11-6, 12-10 | Fukuoka Haruna (JPN) · 9-11, 7-11, 7-11, 5-11 | kiesett           | kiesett           | kiesett           | kiesett           | kiesett           | 33.      |

## Atlétika
Férfi
| Versenyző                                                                         | Versenyszám     | Előfutam | Előfutam | Előfutam | Döntő   | Döntő    |
| Versenyző                                                                         | Versenyszám     | Idő      | Hely.    | Össz.    | Idő     | Helyezés |
| --------------------------------------------------------------------------------- | --------------- | -------- | -------- | -------- | ------- | -------- |
| Apinan Sukaphai Siriro Darasuriyong Sompote Suwannarangsri Sittichai Suwonprateep | 4 × 100 m váltó | 39,40    | 5.       | 9.       | kiesett | kiesett  |

Női
| Versenyző                                                              | Versenyszám     | Előfutam | Előfutam | Előfutam | Negyeddöntő | Negyeddöntő | Negyeddöntő | Elődöntő | Elődöntő | Elődöntő | Döntő   | Döntő    |
| Versenyző                                                              | Versenyszám     | Idő      | Hely.    | Össz.    | Idő         | Hely.       | Össz.       | Idő      | Hely.    | Össz.    | Idő     | Helyezés |
| ---------------------------------------------------------------------- | --------------- | -------- | -------- | -------- | ----------- | ----------- | ----------- | -------- | -------- | -------- | ------- | -------- |
| Jutamass Thavoncharoen                                                 | 100 m           | 11,82    | 6.       | 49.*     | kiesett     | kiesett     | kiesett     | kiesett  | kiesett  | kiesett  | kiesett | kiesett  |
| Sangwan Jaksunin Oranut Klomdee Jutamass Thavoncharoen Nongnuch Sanrat | 4 × 100 m váltó | 44,38    | 5.       | 11.      |             |             |             |          |          |          | kiesett | kiesett  |

| Versenyző           | Versenyszám   | Selejtező | Selejtező | Döntő    | Döntő    |
| Versenyző           | Versenyszám   | Eredmény  | Helyezés  | Eredmény | Helyezés |
| ------------------- | ------------- | --------- | --------- | -------- | -------- |
| Nüngrüthaj Csajphet | Magasugrás    | 180 cm    | 29.*      | kiesett  | kiesett  |
| Buoban Pamang       | Gerelyhajítás | 56,35 m   | 28.       | kiesett  | kiesett  |

| Versenyző       | Versenyszám | 100 m gát | 100 m gát | Magasugrás | Magasugrás | Súlylökés        | Súlylökés        | 200 m            | 200 m            | Távolugrás       | Távolugrás       | Gerelyhajítás    | Gerelyhajítás    | 800 m            | 800 m            | Végeredmény   | Végeredmény   |
| Versenyző       | Versenyszám | Idő       | Pont      | Eredmény   | Pont       | Eredmény         | Pont             | Idő              | Pont             | Eredmény         | Pont             | Eredmény         | Pont             | Idő              | Pont             | Pont          | Helyezés      |
| --------------- | ----------- | --------- | --------- | ---------- | ---------- | ---------------- | ---------------- | ---------------- | ---------------- | ---------------- | ---------------- | ---------------- | ---------------- | ---------------- | ---------------- | ------------- | ------------- |
| Wassana Winatho | Hétpróba    | 13,93     | 988       | 168 cm     | 830        | nem állt rajthoz | nem állt rajthoz | nem állt rajthoz | nem állt rajthoz | nem állt rajthoz | nem állt rajthoz | nem állt rajthoz | nem állt rajthoz | nem állt rajthoz | nem állt rajthoz | nem ért célba | nem ért célba |

* - egy másik versenyzővel azonos időt/eredményt ért el

## Kerékpározás

### Országúti kerékpározás
Női
| Versenyző         | Versenyszám   | Idő              | Helyezés |
| ----------------- | ------------- | ---------------- | -------- |
| Chanpeng Nontasin | Mezőnyverseny | 3:51:51 (+19:27) | 61.      |

## Ökölvívás
| Versenyző             | Versenyszám  | Selejtező                    | Nyolcaddöntő                     | Negyeddöntő                         | Elődöntő                      | Döntő                     | Helyezés |
| Versenyző             | Versenyszám  | Ellenfél Eredmény            | Ellenfél Eredmény                | Ellenfél Eredmény                   | Ellenfél Eredmény             | Ellenfél Eredmény         | Helyezés |
| --------------------- | ------------ | ---------------------------- | -------------------------------- | ----------------------------------- | ----------------------------- | ------------------------- | -------- |
| Amnat Ruenroeng       | Papírsúly    | Jack Willie (PNG) · 14-2     | Winston Montero (DOM) · 7-3      | Pürevdordzsín Szerdamba (MGL) · 2-5 | kiesett                       | kiesett                   | 5.       |
| Szomcsit Csongcsoho   | Légsúly      | Eddie Valenzuela (GUA) · 6-1 | Samir Məmmədov (AZE) · 10-2      | Anvar Junuszov (TJK) · 8-1          | Vincenzo Picardi (ITA) · 7-1  | Andry Laffita (CUB) · 8-2 |          |
| Voraphot Phetkhum     | Harmatsúly   |                              | Vittorio Parrinello (ITA) · 12-1 | Yankiel León (CUB) · 2-10           | kiesett                       | kiesett                   | 5.       |
| Sailom Adi            | Pehelysúly   |                              | Abd el-Káder Sádi (ALG) · 6-7    | kiesett                             | kiesett                       | kiesett                   | 9.       |
| Pichai Sayota         | Könnyűsúly   |                              | Pek Csongszop (KOR) · 4-10       | kiesett                             | kiesett                       | kiesett                   | 9.       |
| Manat Buncsamnong     | Kisváltósúly |                              | Kavacsi Maszacugu (JPN) · 8-1    | Szerik Szapijev (KAZ) · 7-5         | Rosniel Iglesias (CUB) · 10-5 | Félix Díaz (DOM) · 4-12   |          |
| Non Boonjumnong       | Váltósúly    |                              | Hoszám Ábdín (EGY) · 10-11       | kiesett                             | kiesett                       | kiesett                   | 9.       |
| Angkhan Chomphuphuang | Középsúly    | Cso Dokcsin (KOR) · 9-3      | Vidzsender Szingh (IND) · 3-13   | kiesett                             | kiesett                       | kiesett                   | 9.       |

## Sportlövészet
Férfi
| Versenyző               | Versenyszám    | Selejtező | Selejtező | Döntő   | Döntő    |
| Versenyző               | Versenyszám    | Pont      | Helyezés  | Pont    | Helyezés |
| ----------------------- | -------------- | --------- | --------- | ------- | -------- |
| Csakkrit Phanitphatikam | Légpisztoly    | 581       | 6.        | 679,0   | 7.       |
| Csakkrit Phanitphatikam | Szabadpisztoly | 549       | 29.       | kiesett | kiesett  |

Női
| Versenyző               | Versenyszám           | Selejtező | Selejtező | Döntő   | Döntő    |
| Versenyző               | Versenyszám           | Pont      | Helyezés  | Pont    | Helyezés |
| ----------------------- | --------------------- | --------- | --------- | ------- | -------- |
| Tanyaporn Prucksakorn   | Légpisztoly           | 380       | 20.       | kiesett | kiesett  |
| Tanyaporn Prucksakorn   | Sportpisztoly         | 582       | 7.        | 777,7   | 7.       |
| Thanyalak Chotphibunsin | Légpuska              | 388       | 40.       | kiesett | kiesett  |
| Thanyalak Chotphibunsin | Sportpuska, összetett | 569       | 35.       | kiesett | kiesett  |
| Sasithorn Hongprasert   | Sportpuska, összetett | 565       | 41.       | kiesett | kiesett  |
| Sasithorn Hongprasert   | Légpuska              | 390       | 36.       | kiesett | kiesett  |
| Sutiya Jiewchaloemmit   | Skeet                 | 71        | 2.        | 92      | 5.       |

## Súlyemelés
Férfi
| Versenyző          | Versenyszám | Szakítás | Szakítás | Lökés    | Lökés    | Összesen | Helyezés |
| Versenyző          | Versenyszám | Eredmény | Helyezés | Eredmény | Helyezés | Összesen | Helyezés |
| ------------------ | ----------- | -------- | -------- | -------- | -------- | -------- | -------- |
| Pongsak Maneetong  | 56 kg       | 116,0    | 10.      | 142,0    | 10.*     | 258,0    | 10.      |
| Phaisan Hansawong  | 62 kg       | 132,0    | 7.*      | 162,0    | 5.**     | 294,0    | 5.       |
| Sitthisak Suphalak | 69 kg       | 147,0    | 7.       | 171,0    | 8.       | 318,0    | 8.       |

Női
| Versenyző                      | Versenyszám | Szakítás                 | Szakítás                 | Lökés    | Lökés    | Összesen | Helyezés |
| Versenyző                      | Versenyszám | Eredmény                 | Helyezés                 | Eredmény | Helyezés | Összesen | Helyezés |
| ------------------------------ | ----------- | ------------------------ | ------------------------ | -------- | -------- | -------- | -------- |
| Pramsiri Bunphithak            | 48 kg       | érvényes kísérlet nélkül | érvényes kísérlet nélkül | kiesett  | kiesett  | kiesett  | kiesett  |
| Pensiri Laosirikul             | 48 kg       | 85,0                     | 4.                       | 110,0    | 4.*      | 195,0    | 5.       |
| Prapavadi Csarönrattanatarakun | 53 kg       | 95,0                     | 1.*                      | 126,0    | 1.       | 221,0    |          |
| Vandi Khamiam                  | 58 kg       | 98,0                     | 3.**                     | 128,0    | 4.       | 226,0    | 4.       |

* - egy másik versenyzővel azonos eredményt ért el

** - két másik versenyzővel azonos eredményt ért el

## Taekwondo
Férfi
| Versenyző           | Versenyszám | Nyolcaddöntő                             | Negyeddöntő              | Elődöntő                    | Vigaszág elődöntő | Bronz- mérkőzés        | Döntő             | Helyezés |
| Versenyző           | Versenyszám | Ellenfél Eredmény                        | Ellenfél Eredmény        | Ellenfél Eredmény           | Ellenfél Eredmény | Ellenfél Eredmény      | Ellenfél Eredmény | Helyezés |
| ------------------- | ----------- | ---------------------------------------- | ------------------------ | --------------------------- | ----------------- | ---------------------- | ----------------- | -------- |
| Chutchawal Khawlaor | Légsúly     | M. A. Jean Moloise Ogoudjobi (BEN) · 4-2 | Ryan Carneli (AUS) · 2-0 | Guillermo Pérez (MEX) · 1-3 |                   | Chu Mu-Yen (TPE) · 2-4 |                   | 5.       |

Női
| Versenyző          | Versenyszám | Nyolcaddöntő                  | Negyeddöntő                    | Elődöntő                    | Vigaszág elődöntő | Bronz- mérkőzés   | Döntő                    | Helyezés |
| Versenyző          | Versenyszám | Ellenfél Eredmény             | Ellenfél Eredmény              | Ellenfél Eredmény           | Ellenfél Eredmény | Ellenfél Eredmény | Ellenfél Eredmény        | Helyezés |
| ------------------ | ----------- | ----------------------------- | ------------------------------ | --------------------------- | ----------------- | ----------------- | ------------------------ | -------- |
| Buttree Puedpong   | Légsúly     | Daynellis Montejo (CUB) · 1-0 | Trần Thị Ngọc Trúc (VIE) · 2-1 | Dalia Contreras (VEN) · 2-2 |                   |                   | Vu Csing-jü (CHN) · -1-1 |          |
| Chonnapas Premwaew | Pehelysúly  | Diana López (USA) · 0-2       | kiesett                        | kiesett                     |                   |                   |                          | 11.      |

## Tenisz
Női
| Versenyző           | Versenyszám | 64-es főtábla                    | 32-es főtábla     | Nyolcaddöntő      | Negyeddöntő       | Elődöntő          | Bronz- mérkőzés   | Döntő             | Helyezés |
| Versenyző           | Versenyszám | Ellenfél Eredmény                | Ellenfél Eredmény | Ellenfél Eredmény | Ellenfél Eredmény | Ellenfél Eredmény | Ellenfél Eredmény | Ellenfél Eredmény | Helyezés |
| ------------------- | ----------- | -------------------------------- | ----------------- | ----------------- | ----------------- | ----------------- | ----------------- | ----------------- | -------- |
| Tamarine Tanasugarn | Egyes       | Sofia Arvidsson (SWE) · 2-6, 1-6 | kiesett           | kiesett           | kiesett           | kiesett           | kiesett           | kiesett           | 33.      |

## Tollaslabda
| Versenyző                               | Versenyszám  | Selejtező         | 32-es főtábla                         | Nyolcaddöntő                                       | Negyeddöntő                                                     | Elődöntő          | Bronz- mérkőzés   | Döntő             | Helyezés |
| Versenyző                               | Versenyszám  | Ellenfél Eredmény | Ellenfél Eredmény                     | Ellenfél Eredmény                                  | Ellenfél Eredmény                                               | Ellenfél Eredmény | Ellenfél Eredmény | Ellenfél Eredmény | Helyezés |
| --------------------------------------- | ------------ | ----------------- | ------------------------------------- | -------------------------------------------------- | --------------------------------------------------------------- | ----------------- | ----------------- | ----------------- | -------- |
| Boonsak Ponsana                         | Férfi egyes  |                   | Sony Dwi Kuncoro (INA) · 16-21, 14-21 | kiesett                                            | kiesett                                                         | kiesett           | kiesett           | kiesett           | 17.      |
| Salakjit Ponsana                        | Női egyes    |                   | Csang Ning (CHN) · 23-21, 17-21, 7-21 | kiesett                                            | kiesett                                                         | kiesett           | kiesett           | kiesett           | 17.      |
| Sudket Prapakamol Saralee Thungthongkam | Vegyes páros |                   |                                       | Kanada (CAN) · Mike Beres · Val Loker · 21-9, 21-9 | Indonézia (INA) · Lilyana Natsir · Nova Widianto · 13-21, 19-21 | kiesett           | kiesett           | kiesett           | 5.       |

## Úszás
Női
| Versenyző                  | Versenyszám  | Előfutam | Előfutam | Előfutam | Elődöntő | Elődöntő | Elődöntő | Döntő   | Döntő    |
| Versenyző                  | Versenyszám  | Idő      | Hely.    | Össz.    | Idő      | Hely.    | Össz.    | Idő     | Helyezés |
| -------------------------- | ------------ | -------- | -------- | -------- | -------- | -------- | -------- | ------- | -------- |
| Natthanan Junkrajang       | 100 m gyors  | 56,56    | 2.       | 39.      | kiesett  | kiesett  | kiesett  | kiesett | kiesett  |
| Natthanan Junkrajang       | 200 m gyors  | 2:02,88  | 2.       | 38.      | kiesett  | kiesett  | kiesett  | kiesett | kiesett  |
| Nimitta Thaveesupsoonthorn | 400 m vegyes | 5:02,18  | 5.       | 37.      |          |          |          | kiesett | kiesett  |

## Vitorlázás
Férfi
| Versenyző    | Versenyszám     | Futam | Futam | Futam | Futam | Futam | Futam | Futam | Futam | Futam | Futam | Futam | Pontszám | Helyezés |
| Versenyző    | Versenyszám     | 1     | 2     | 3     | 4     | 5     | 6     | 7     | 8     | 9     | 10    | É     | Pontszám | Helyezés |
| ------------ | --------------- | ----- | ----- | ----- | ----- | ----- | ----- | ----- | ----- | ----- | ----- | ----- | -------- | -------- |
| Ek Boonsawad | Szörfvitorlázás | 19    | 15    | 28    | 25    | 19    | 24    | 33    | 20    | 27    | 26    | -     | 203      | 25.      |

Női
| Versenyző      | Versenyszám     | Futam | Futam | Futam | Futam | Futam | Futam | Futam | Futam | Futam | Futam | Futam | Pontszám | Helyezés |
| Versenyző      | Versenyszám     | 1     | 2     | 3     | 4     | 5     | 6     | 7     | 8     | 9     | 10    | É     | Pontszám | Helyezés |
| -------------- | --------------- | ----- | ----- | ----- | ----- | ----- | ----- | ----- | ----- | ----- | ----- | ----- | -------- | -------- |
| Napalai Tansai | Szörfvitorlázás | 16    | 17    | 18    | 24    | 8     | 22    | 19    | 23    | 23    | 23    | -     | 169      | 20.      |

É - éremfutam

## Vívás
Férfi
| Versenyző        | Versenyszám  | Selejtező         | 32-es főtábla               | Nyolcaddöntő      | Negyeddöntő       | Elődöntő          | Bronz- mérkőzés   | Döntő             | Helyezés |
| Versenyző        | Versenyszám  | Ellenfél Eredmény | Ellenfél Eredmény           | Ellenfél Eredmény | Ellenfél Eredmény | Ellenfél Eredmény | Ellenfél Eredmény | Ellenfél Eredmény | Helyezés |
| ---------------- | ------------ | ----------------- | --------------------------- | ----------------- | ----------------- | ----------------- | ----------------- | ----------------- | -------- |
| Nontapat Panchan | Tőr, egyéni  |                   | Sławomir Mocek (POL) · 7-15 | kiesett           | kiesett           | kiesett           | kiesett           | kiesett           | 21.      |
| Wiradech Kothny  | Kard, egyéni |                   | Csung Man (CHN) · 7-15      | kiesett           | kiesett           | kiesett           | kiesett           | kiesett           | 25.      |